# Parsonsia larcomensis
Parsonsia larcomensis är en oleanderväxtart som beskrevs av J.B. Williams. Parsonsia larcomensis ingår i släktet Parsonsia och familjen oleanderväxter. Inga underarter finns listade i Catalogue of Life.